# Associação Vôlei Bauru
Vôlei Bauru est un club brésilien de volley-ball fondé en 2005 et basé à Bauru qui évolue pour la saison 2017-2018 en Superliga feminina.